# Václav Janeček
Václav Janeček (9. března 1929 Horní Suchá – 23. ledna 1991) byl československý sportovec, sprinter. Dvojnásobný olympionik, poprvé se olympiády zúčastnil na letních olympijských hrách v Helsinkách, kde závodil v běhu na 200 metrů (vypadl v semifinále) a ve štafetě 4 × 100 metrů (skončilo diskvalifikací). O čtyři roky později závodil na olympijských hrách v Melbourne, kde závodil ve třech disciplínách, běh na 200 metrů (skončil v meziběhu), běh na 400 metrů (diskvalifikace) a štafeta 4 × 400 metrů (tým vypadl v rozběhu).